# Josep Agulló i Pinós
Josep Agulló i Pinós (o Josep Agulló-Pinós i Pinós), (segle xvii - Ceuta, 1704), fou un militar i noble català, XVII baró de Gironella, de Peguera, de Lluçà i de Lloberola, general d'artilleria, protector del Braç militar de Catalunya, ascendit a marquès (I) de Gironella per Felip IV d'Aragó i V de Castella.

## Família
Era fill de Jeroni Agulló-Pinós i Josa, XVI Baró de Gironella, i de Maria Pinós-Fenollet i Perapertusa. Es casà amb Francesca Sagarriga (o Çagarriga), en línia amb la política d'enlairament social de la família, ja que aquesta era filla de Ramon de Çagarriga i Argensola, cavaller de Calatrava resident a Barcelona, i que quan morí era governador de l'illa de Santa Marta. El seu fill i hereu fou Francesc Agulló Sagarriga.

## Carrera militar
Josep Agulló feu una carrera professional estrictament militar, en el marc dels enfrontaments amb França del segle xvii, recorrent pràcticament tots els graus militars d'aquell temps. El 1669 fou nomenat capità de cavalleria. Quatre anys després exercia com a mestre de camp del terç de Barcelona. A principis de la dècada de 1690 era governador militar de la Seu d'Urgell, on va sofrir la derrota davant dels francesos, que conqueriren la plaça, esdevenint presoner de guerra per un temps. Pels volts de 1697 era tinent general de l'exèrcit. El 1701 ja era general d'artilleria.

## Activitat institucional
La seva activitat constant li conferí un protagonisme cada cop més accentuat en els avatars del país. Fou protector del Braç militar de Catalunya entre el 1683 i el 1685. El 1697 va tenir un protagonisme especial en la resistència al setge de Barcelona per part de les forces franceses comandades pel duc de Vendôme. En els Dietaris de la Diputació del General consten les seves actuacions en el moment clau de mort i obertura del testament del darrer rei àustria. Així, formà part de la comissió o novena de la Generalitat de Catalunya que el 25 d'octubre de 1710 decidí sobre la celebració festiva per la recuperació de la salut del monarca, poc abans de la seva defunció, acordant fer la despesa, en línia amb els altres regnes peninsulars, després de sopesar la seva conveniència política. En el si de la mateixa novena, produït l'òbit del rei, hagué de decidir sobre la resposta a donar a les seves polèmiques disposicions testamentàries, en vista del canvi dinàstic inevitable. Josep Agulló fou enviat com a ambaixador de la Generalitat a complimentar el nou rei. El 1701, com a ambaixador del Principat de Catalunya a la cort de Madrid, Agulló mantenia informats per carta als diputats del General del que allí hi succeïa, en particular pel que feia als debats sobre el desplaçament del rei a Barcelona per a jurar el càrrec i celebrar-hi Corts.
Josep Agulló participà, formant part de l'estament nobiliari o Braç militar, en les Corts de 1701-1702. La seva fidelitat al nou monarca borbònic feu que aquest l'ascendís, el 1702, a la condició de marquès, passant a ésser el primer marquès de Gironella.

## Governador de Ceuta
Va ser nomenat governador de Ceuta, on defensà els interessos de Felip V, rebutjant les diverses ofertes que li feu Jordi de Hessen-Darmstadt de lliurar la plaça a les forces austriacistes. Hi morí el 1704 a conseqüència d'una malaltia.